# Universo de letras
Universo de letras es el programa de fomento a la lectura de la Universidad Nacional Autónoma de México (UNAM), instaurado el 29 de mayo de 2014 durante la primera sesión ordinaria del consejo directivo. La misión de este programa es "impulsar el fomento a la lectura entre los estudiantes de la UNAM, facilitar por diversas vías y con el uso de herramientas lúdicas y novedosas su acceso a los libros, e incidir en la formación de futuros lectores autónomos".

### Programas
Universo de Letras ha establecido los siguientes programas: 
- Abuelos lectores y cuentacuentos
- Islas de lectura
- Tejedores de historias
- Librópolis, ciudad de Letras (sitio web). Ofrece espacio para descarga de libros, club virtual de lectura y espacio de blogs para jóvenes.

### Cursos, seminarios y talleres[3]
- Primer Seminario de Fomento a la Lectura (7-8 de octubre de 2014)
- Cátedra extraordinaria de Fomento a la Lectura "José Emilio Pacheco"[4]
- Taller Círculo de letras "¡Cómo no te voy a leer!"
- Taller de narración oral
- Taller Qué es una comunidad lectora
- Taller Producción, montaje y puesta en escena

### Premios
Universo de Letras es responsable del premio Premio de Novela Juvenil Universo de Letras, instaurado en 2016. En su primera emisión, el premio fue otorgado a Irving Gibrán Valle Alarcón, por su novela Eros entre las balas, publicada posteriormente con el nombre de Corazón sicario. El jurado estuvo conformado por Rosa Montero, Antonio Ortuño y Benito Taibo. En la segunda convocatoria, el ganador fue Samuel Segura, con la novela Maldito sea tu nombre, publicada por el Fondo de Cultura Económica con el nombre de Metal.